# Brendan Foster
Brendan Foster, född den 12 januari 1948 i Hebburn, Storbritannien, är en brittisk friidrottare inom långdistanslöpning.
Han tog OS-brons på 10 000 meter vid friidrottstävlingarna 1976 i Montréal. 